# Monument a l'Aixecament de Varsovia
El Monument a l'Aixecament de Varsòvia (en polonès: Pomnik Powstania Warszawskiego) és un monument dedicat als combatents que van perdre la vida durant l'Aixecament de Varsòvia de 1944. Esculpit per Wincenty Kućma i dissenyat per Jacek Budyn, es troba al sud de la Plaça Krasiński, en el districte Śródmieście de Varsòvia.
El conjunt ha estat descrit com "el monument més important de la postguerra a Varsòvia", a més de ser un dels llocs turístics més visitats de la ciutat segons un informe elaborat el 2012 pel periòdic Gazeta Wyborcza.

## Descripció
El monument està dividit en dues seccions. La primera se situa prop de la calçada, i està composta per quatre figures (tres soldats i un sacerdot). A més, un dels soldats està sortint d'un embornal, ja que durant la Segona Guerra Mundial la major part dels membres de la Armia Krajowa i de la resistència polonesa es desplaçaven a través del sistema de clavegueram de la ciutat.
La segona secció és la més gran i agrupa a un nombre més gran de figures. Té una altura màxima de deu metres, encara que les persones representades mesuren menys de la meitat (tres metres). Mostra a set soldats participant en combat, fugint d'un edifici a punt d'esfondrar-se. Malgrat tenir un cert toc abstracte, alguns experts han declarat percebre certa similitud amb escenes bèl·liques de pel·lícules o fins i tot amb les pintures històriques de Jan Matejko, mentre que uns altres critiquen el realisme socialista propi del comunisme que va governar en la República Popular de Polònia.

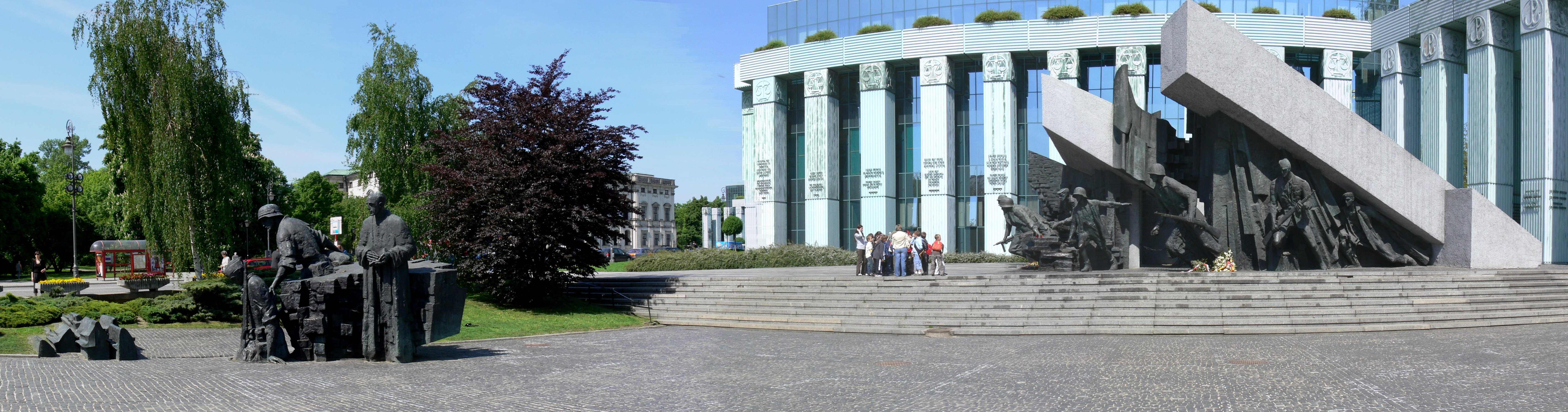
Panorama del monument.